# سينما أمريكا اللاتينية
عُرفت سينما أمريكا اللاتينية بمجموعة من الأعمال السينمائية لعدد من الفنانين، والمنتجين، والتقنيين التابعين لأمريكا اللاتينية.
وفقاً لما قاله أوكتافيوس خِتانو أن: وُلِدت السينما مع انتشار العملية الصناعية، والتكنولوچيا، وخاصة مع الدعم الاقتصادي والسياسي الذي بدأ أن ينتشر في جزء كبير من العالم. خطوة تلوالأخرى، بدأت تنمو قوة الصناعة الثقافية والتواصلية التي ساعدت على زيادة النشاط السينمائي، وإقامت نماذج من الإنتاج التي سرعان ما تم تطبيقها في أمريكا اللاتينية.

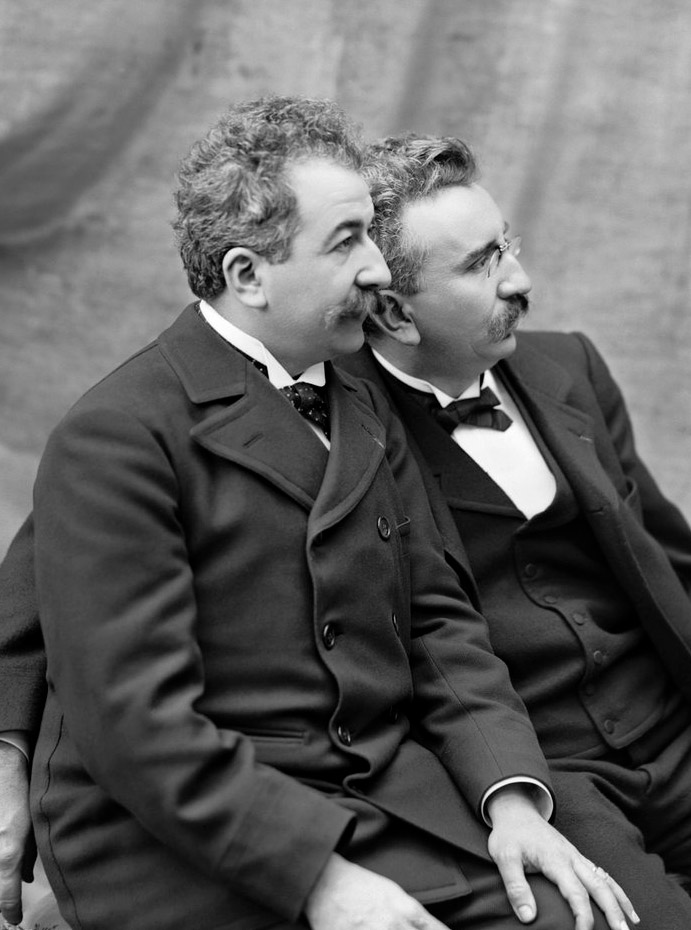
الإخوة لوميير

لوميير باختراعه للكاميرا السينمائية، أجتاز اختراعه القارة الأوروبية بعد أن غزا أمريكا اللاتينية بسبعة أشهر. وخلال عام 1897، عاصر العديد من دول القارة بدايات السينما، بينما البعض الأخر شاهدها قبل انتهاء القرن.
على الرغم من الاحتفاظ بجزء صغير من بدايات السينما الخاصة بأمريكا اللاتينية، اختفى جزء كبير منها. وترجع أغلبية الشرائط السينمائية الموجودة إلى مرحلة السينما الصامتة والتي تعود إلى بداية الثلاثينات.

## السينما الصوتية في أمريكا اللاتينية
ظهور السينما الصوتية هو نجاح بالنسبة للسينما، وله آثار كبيرة على الإنتاج في أمريكا اللاتينية لأن البنية التقنية كانت معقدة للغاية، وكانت الأسعار ليست من السهل أن يتحمل أنفاقها الكثير من الشعوب اللاتينية. وهذا ما أدى إلى أختفاء السينما في القرى وسمح بتركزها فقط في العواصم. تبددت فرص كثير من البلدان الصغيرة في وجود صناعة سينمائية في يوم من الأيام. أدى فشل السينما الإسبانية، وإنشاء الأفلام المترجمة إلى خلق نطاق ملائم إستفادت منه الصناعات الكبير للقارة على سبيل المثال: حاول كلاً من المكسيك والبرازيل من أجل تطوير الصناعات السينمائية الهامة من مستواها البسيط أن يجعلوا نظم هوليوود تتكيف مع واقع أمريكا اللاتينية، وأطلقوا نجومهم الخاصة بهم.
يوجد حالياً العديد من المهرجانات، والمؤسسات المتخصصة في تشجيع ودعم سينما أمريكا اللاتينية مثل مهرجان سينما أمريكا اللاتينية في تولوز، والمهرجان الدولي لسينما أمريكا اللاتينية الجديدة في هاڤانا، أو مؤسسة سينما أمريكا اللاتينية الجديدة، وبالإضافة إلى المؤرخون السابقون لمهرجانات بسارو وبالأخص مهرجان لڤينا مار السينمائي في عام ي 1967 و1969.

## بانوراما

### سينما البلد
يتم إنشاء سينما أمريكا اللاتينية مع التبعية الاقتصادية والثقافية والتي تأتي كمشكلة لهذه الصناعة والتي عرقلت من ظهورها، ومن الإنتاج المحلي. بمزيد من الوضوح أن تنمية الصناعة والفنون السينمائية في السينمات الأخرى بتتسم بموازيتها مع التطور الرأسمالي.
لم يكن سوق السينما اللاتينية هوالأفضل، لأن الجزء الأكبر من إنتاجها اعتمد على القدرة الاقتصادية لكل بلد، وحجم أسواقها الداخلية. منذ نشأة السينما الصوتية عام 1930حتى عام 1996، تركز 89٪من إجمالي الإنتاج السينمائي فقط في ثلاثة دول: الأرجنتين، والبرازيل، والمكسيك. عام 1971 كانت دولة المكسيك هي الأولى في أمريكا اللاتينية التي حصلت على جائزتين من جوائز الأوسكار عن الفيلم الوثائقي "حراس الصمت"، بالإضافة إلى كونِها هي الوحيدة التي حصلت مرتين على الأوسكار بجائزة أفضل مخرج والتي مُنِحت عام 2014إلى المخرج ألفونسو كوارون، وفي عام 2015مُنِحت للمخرج أليخاندرو غونزاليز إيناريتو. ومن الناحية الأرجنتينية، تُعتبر الأرجنتين أيضا الدولة الوحيدة الحاصلة على جائزتي أوسكار في جولتها عن جائزة الأوسكار لأفضل فيلم بلغة أجنبية، باثنين من أفلامها " التاريخ الرسمي (فيلم) 1985، والسر في عيونهم.
حتى منتصف القرن العشرين، الجدير بالذكر أن السينما المكسيكية والأرچنتينية امتلكت حضور أمريكي لاتيني مع كانتنفلاس، والممثلة ليبرتاد لامارك. لكن انطلاقاً من الستينات أختفى هذا الظهور العالمي للسينما المكسيكية والأرچنتينية.
و في عقد الستينيات، ظهر مفهوم «سينما أمريكا اللاتينية» كشكل من أشكال الفن ذات صلة بارزة ليست بسبب اللغة؛ بل للموضوعية، وجمالية المقترحات، فضلاً عن إمكانية إقامة سوق للسينما الأمريكية اللاتينية الذي يتألف من المتفرجين الذين بحاجة إلي الترفيه عن أنفسهم. وعلى الرغم أن البلاد الثلاثة الأرجنتين، والبرازيل، والمكسيك كانوا الأكثر سيطرة في السينما الأمريكية اللاتينية، أيضاً كان من ترك بصماته في الصناعة السينمائية من البلاد الأخرى.
الأرجنتين: كانت السينما في بوينس آيرس تتمتع بنجاح كبير في بداياتها، وظلت تُشكل جزء جيد حتى الثلاثينات ويرجع ذلك إلى تجسيدها لعفوية، ونضارة أحيائها، وسكانها. ومع وصول السينما الصوتية التي قضت على جزء كبير من أفلام السينما الأمريكية اللاتينية الصامتة، أصبحت الصناعة السينمائية البدائية الأرچنتينية-بأكثر من ثلاثين أستوديو، وتقريباً 4000من التقنيين والممثلين- أهم مركز إنتاج باللغة القشتالية (50فيلم خلال عام 1939). أوقفت توابع الحرب العالمية الثانية قليلاً من نشاط الأستوديوهات السينمائية لصالح المكسيك. ومع مرور الوقت، تطورت صناعة السينما الأرچنتينية حتى يومنا هذا، وأصبحت واحدة من أكثر الصناعات الفنية الكبيرة في أمريكا اللاتينية، وتُعد الأرچنتين الوحيدة من دول أمريكا اللاتينية التي حصلت على جائزتين من جوائز الأوسكار.

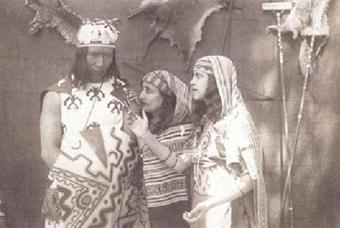
وارا وارا(1930) فيلم بوليفي من إخراج خوسى ماريا بيلاسكو

بوليفيا: بدأت بها السينما مع بدايات العقد الثاني من القرن العشرين. وشكلت سينما خورخي سانخينس واحدة من السينمات ذات صلة بالسينما البوليفية وأمريكا اللاتينية.
البرازيل: بدأت بها السينما عام 1900لكن بطريقة متفرقة مع مراكز الإنتاج المختلفة الموجودة ليست فقط في مدينة ريو دي جانيرو، بل في مدينة ريسيفي، ومدينة ساو باولو، وبيو أورينت. عُرفت السينما البرازيلية بظهورها الهام ما بين عام ي 1925و1935و ذلك مع إنشاء ناديها السينمائي، والمجلة السينمائية الفنية التي تم إدارتها بواسطة بدرو ليما. وبحلول السينما الصوتية أنتجت السينما البرازيلية نحو 10أفلام سنوياً، وتُشكل 90%من البرنامج الأمريكي.و لكن عام 1942انتجت فقط فيلماً واحداً. كما ظهرت حركة سينمائية جديدة تُدعى«سينما نوفو» في ستينيات القرن العشرين والتي نشأت بطرقة معينة لعمل أفلام من سيناريوهان نقدية وفكرية، وبالنسبة لتصويرها فإنه مرتبط بالتصوير في الهواء الطلق بعيداً عن أجوا الأستوديوهات والتكاليف الكثيرة. ويُعد المخرج غلوبير روشا من أبرز الناشئين لهذه الحركة السينمائية البرازيلية.
تشيلي: كانت ذروتها السينمائية خلال فترة السينما الصامتة، حيث حققت ما بين عام ي 1916و1931نحو 80فيلم سينمائي طويل (فيلم طويل)الذين بقوا للذكرى، أو للمعلومات الصحفية فقط. وبعد الإنتاج المتقطع للسينما الصوتية تم إختفائه فعلياً مع إفلاس الشركة الوطنية«تشيلي للأفلام» حتى أوائل الستينات. في عام 1954، كانت تشيلي تملك نحو 400دار عرض من أجل 8ملايين من المواطنين الذين يذهبون إلى السينما من4-5مرات في السنة.
كولومبيا: وفقاً لما قاله المؤرخ السينمائي چورچ صادول أن العالم الكولومبي السينمائي لم يتألف منذ عام 1922حتى عام 1928من أكثر من 12فيلماً متأثراً بالشركات المسرحية الإسبانية ذي الذوق السئ. كما أن تم إعلان قانون حماية السينما المحلية خلال فترة حكم الرئيس ألفونسو لوبس (1934_1936)، على الرغم من وجوب إلغائها بناءً على طلب من سفير الولايات المتحدة آنذاك. خلال فترة الخمسينيات صارت صالات العرض السينمائية ثلاث أضعاف ما كانت عليه، ومنذ عام 1957كان أربعة ألآف من السكان يذهبون إلى السينما كل عام.
كوبا: كانت السينما الكوبية موجه نحوالإنتاج السينمائي الإجتماعي حتى بداية العشرينات، على الرغم من أن الكوميديا، والدراما العاطفية الحزينة عن الزنوج والغليسيون شكلت جزء كبير من الصناعة السينمائية حتى ثورة 1959. وتمتعت السينما الكوبية بالدعم الرسمي منذ الثورة الكوبية، وكما أنها تمتلك أهم السينمائين والذين من بينهم توماس غوتييريز أليا.
الإكوادور: بالرغم من أن فيلمها الأول بعنوان «ألتقيا في غواياكيل» لقى نجاحاً تجارياً كبيراً (1950)و إنهم انتجوا خلال تلك السنوات الأولى نحو فيلم أو اتنين، لكن تعاني السينما الإكوادورية من القحط.
المكسيك: بعد فترة نجاح السينما الصامتة، هبط الإنتاج السينمائي المكسيكي إلى الصفر بعد عام 1925 وكان ضحية لشراهة السينما الأمريكية هوليود. وكان العصر الذهبي للسينما المكسيكية ما بين عام ي1933إلى 1945. كما قام الرئيس لاسارو كاردنس المفضل للمكسيكية بفتح السينما المكسيكية على الأسواق السينمائية الأخرى الناطقة باللغة القشتالية. الممثلة ماريا فليكس، والممثل ماريو مورينو«كانتنفلاس» الذي كان يتمتع بشهرة مثل الممثل تشارلي تشابلن وجمهوره هوالذي أعطاه تلك الأفضاليات التي سمحت بانتشاره وتخطي كل الحدود. في عام 1940وصل الإنتاج السينامئي المكسيكي نحو 27فيلم من أجل 900صالة عرض، و66مليون من المتفرجين، ولكن عام 1950 وصل إلى 121فيلم و2500صالة عرض، وإجمالي 162مليون من المبيعات.

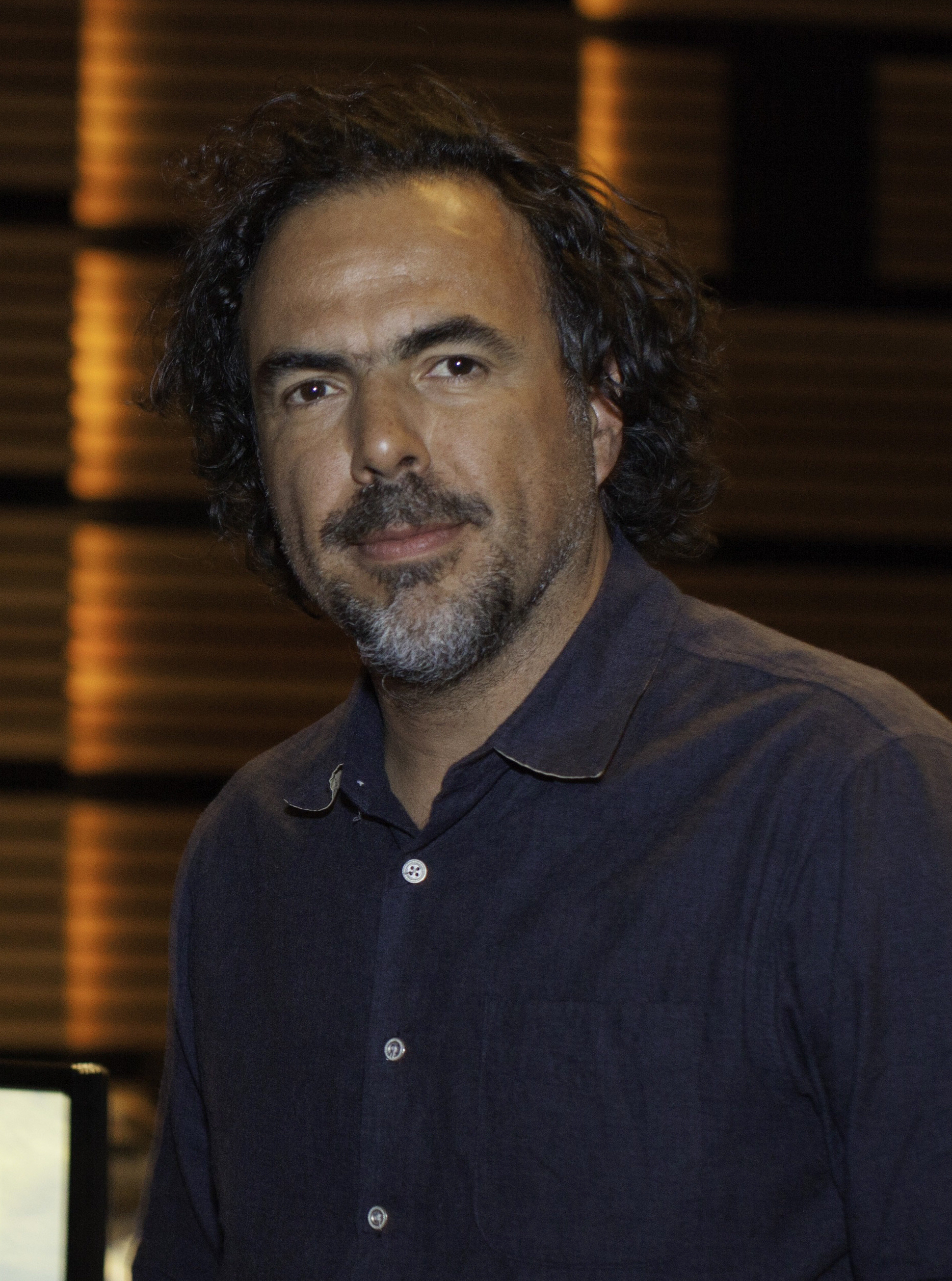
إناريتو في لوس أنجلوس2014

عام 2014، أصبح المخرج ألفونسو كوارون أول مخرج من أمريكا اللاتينية فاز بجائزة الأوسكار فاتحاً الباب على مصرعيه للمخرج الكبير أليخاندرو غونزاليز إناريتوالذي فاز مرتين بجائزة الأوسكار كأفضل مخرج عن فيلم الرجل الطائر (2015)، والعائد (2016)، وأيضاً حصل عن ذلك الفيلم عام 2015على جائزة الأوسكار عن أحسن فيلم. وإلى جانب ذلك المخرج فاز المصور المكسيكي ايمانويل لوبزكي ثلاث مرات على التوالي بجائزة الأوسكار عن الأفلام التالية جاذبية (2013)، والرجل الطائر (2014)، والعائد (2015).
كما نجح بعض من المخرجين المكسيكيين مثل أليخاندرو غونزالس إناريتو، وألفونسو كوارون (مخرج فيلم هاري بوتر وسجين أزكابان)، وجييرمو ديل تورو، وبالإضافة إلى السيناريست جييرمو أرياجا أن يحققوا نجاحاً بالغاً في سينما هوليوود.
في المكسيك، نجحت أفلام مثل كرونوس (1993)، ومامتك أيضاً (2001)، ومتاهة بان (2006)، وبابل (فيلم) (2006) أن تخلق قصص عالمية حول مواضيع معاصرة، وكان معترف بها عالمياً كما هو الحال في مهرجان كان السينمائي.

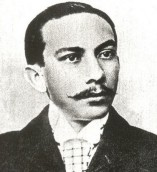
سلفادور توسكانو أول مخرج مكسيكي،

ويرتبط أصول صناعة الأفلام في وقت مبكر عموما مع سلفادور توسكانو باراغان. في عام 1898 قدم توسكانو أول فيلم مكسيكي بعنوان دون خوان تينوريو. وأثناء الثورة المكسيكية، سجل توسكانو عدة مقاطع للمعارك، التي ستصبح فيلم وثائقي كامل في عام 1950(قامت ابنته بتجميعه). إما الأفلام القصيرة الأخرى تأثرت بصانعي الأفلام الفرنسية.
بيرو: بدأت بها السينما في أواخر القرن التاسع عشر. وفي عام 1954، أمتلكت بيرو نحو 243دور عرض من أجل 9مليون نسمة. وربما تُعد من دول أمريكا اللاتينية التي بقت بها الثقافة الأمريكية اللاتينية المتأصلة (إذا لم نَقُل إنها توسعت)بشكل مباشر في الحياة اليومية، والفن الشعبي، مما أدى في الستينيات إلى ظهور سينما كانت تحاول استعادة ثقافة شعوب الأنكا وذلك أنطلاقاً من الأعمال الأصلية لمانويل شامبى.
بورتوريكو: انطلاقاً من الخمسينيات ظهرت مدرسة وثائقية هامة على يد النيويوركي ويلارد فان ديكي، على الرغم من إنها كانت تختلف كثيراً في إنتاجها التجاري عن البورتوريكيين في الولايات المتحدة.
أوروغواي: مع 3600.000نسمة، تحظى الأفلام الأورغوانية على العديد من المتابعين لها، وكما استطاعت أوروغواي أن تخلق إنتاج منتظم خاص بها. يُعد مهرجان بونتا ديل است في مالدونادو واحد من أفضل المهرجانات لعرض السينما الوثائقية والتجريبية التي ظهرت في أمريكا اللاتينية في النصف الثاني من القرن19. وهناك تُعرض الأفلام ذوالرقابة والممنوعة من قبل الأرجنتيين، والبرازيليين، والتشيليين، حالياً تحظى سينما أوروغواي بمستوى جيد، وكما إنها تمكنت من العثور على إنتاج متميز في أفلام الرعب يميزها عن الآخرين لجودته العالية، وللمخرجين المشهورين مثل فيدريكو ألبارز، وجوستابو أرناندس، وريكاردو إيسلس.
فنزويلا: لم تبدأ إنتاجها السينمائي حتى وصول السينما الصوتية، وأيضاً مع الإنتاج المنشأ على يد الكاتب رومولو جايجوس، كما أن فنزويلا أنتجت ما بين عام ي1939و1944 فيلماً أو اثنين من الأفلام سنوياً. أعتباراً من الخمسينيات بدأت في ترسيخ وإثبات السينما بها؛ كنتيجة لتركز قطاع العرض، والدعم الحكومي لها، والتي مع ذلك كانت تتحمل الكثير من التأثير من قبل جارتها أمريكا الشمالية.
باراغواي: وصلت إليها السينما عام 1900، ولكن بعد العديد من الأفلام السينمائية القصيرة فيلم قصير، استطاعت عام 1978 عمل أول فيلم سينمائي طويل (فيلم طويل) وهو «سرو كورا». حقبة جديدة من الإنتاج المستمر تبدأ مع الفيلم السينمائي «ماريا اسكوبار»(2002)للمخرجة والكاتبة جاليا جيمينيز ، كما تمتلك باراجواي العديد من الأفلام مثل الفيلم السينمائي «هامَكا بارجواي»(2006)للمخرج باس أنسينا والذي مُنح جائزة من الاتحاد الدولي للنقاد السينمائيين في مهرجان كان السينمائي ، والفيلم الوثائقي «كوتشيو دا بالو» (2010)للمخرجة ريناتا كوستا ، والفيلم السينمائي«الحرية»(2012)للمخرج جوس دلجادو، الفيلم السينمائي «7صناديق» للمخرج خوان كارلوس مانجيلا، والسينمائية تانا ستامبوري، ويعتبر الفيلم السينمائي «لونا سيجارا» (2014)للمخرج خورخى دياس بدويا واحد من أكثر الافلام السينمائية مبيعاً في شباك التذاكر حيث تخطى الرقم القياسي لفيلم تيتانك بأكثر من 360مليون متفرج، والفيلم السينمائي «الصفائح الفارغة» للمخرج هيرب جودوي. العديد من هذه الأفلام يُعرض باللغة الرسمية الثانية لباراجواي وهي غوارانية. ومن المهرجانات الخاصة بها المهرجان الدولي لفن السينما والثقافة-باراجواي المُعد بواسطة هوجو كامارا والذي أُجري منذ عام 1990، وأيضأ نظم المجتمع الثقافي منذ عام 2002الألتقاء المحلي للأفلام السينمائية القصيرة في مدينة كورونيل أوويدو. على الرغم من عدم وجود معهد محلي للسينما، أو قانون للسينما، إلا أن العديد من النقابات يعملون مثل منظمة المهنيين السمعية والبصرية لبراجواي التي تنظم الألتقاء السمعي والبصري منذ عام 2012. في عام 2015، هناك مجمع تجاري للسينما في خمس مدن في باراجواي، بإجمالي 41شاشة سينمائية والتي يوجد منها نحو34في مدينة أسونسيون.

## السينما الأمريكية اللاتينية الجديدة
ظهر في الستينيات ظاهرة سينمائية جديدة تُدعى السينما الأمريكية اللاتينية الجديدة. تأثرت هذة الظاهرة في الأساس ب واقعية إيطالية جديدة، وحركات أخرى للسينما الاجتماعية. كان هدف تلك الظاهرة هو مواجهة نماذج الولايات المتحدة، وكانت متفقة مع النزاع الواقعي. كان هناك أمل في إنشاء سينما جديدة على مستوى قاري.

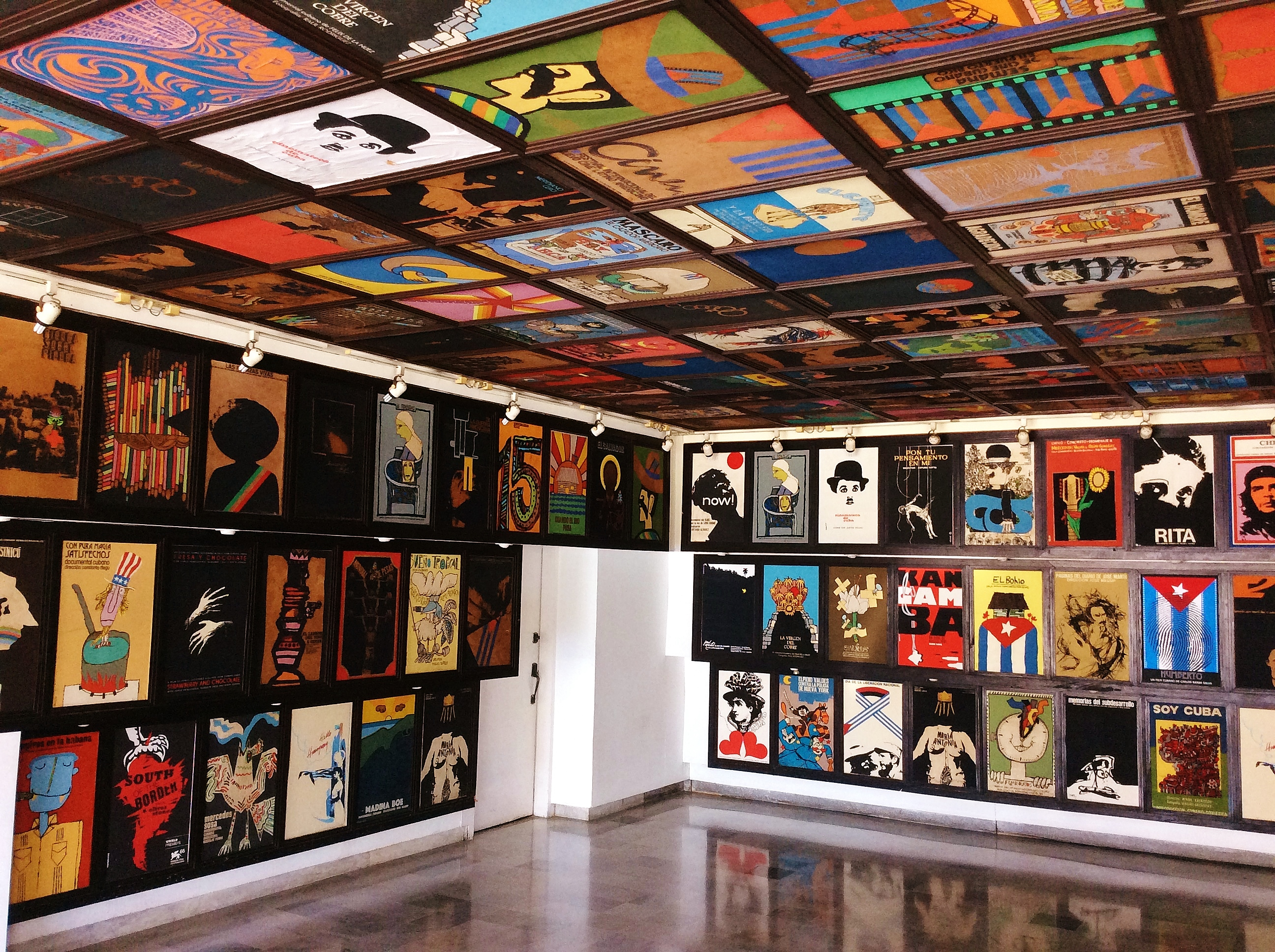
من داخل المعهد الكوبي لفن وصناعة السينما

و ظهرت في الستينيات بداية السينما مع مهرجان سينما أمريكا اللاتينية في بيزارو، لكن كانت اللحظة الأساسية مع انعقاد الاجتماع الأول لأمريكا اللاتينية عام 1967 بقيادة التشيلي ألدو فرانسي، وأيضاً مع نادي السينما في فينيا ديل مار، والمعهد الكوبي لفن وصناعة السينما الذي أُسس بواسطة الكوبي ألفريد چيبارا.وإنها المرة الأولى التي اجتمع بها النساء والرجال في السينما من جميع بلدان أمريكا اللاتينية.
وفي نهاية الستينيات، ظهرت مجموعة هامة من صُناع السينما في أمريكا اللاتينية مثل البرازيلين جلاوبر روشا، ونيلسون بيريرا دوس سانتوس، والأرچنتينيين: السينمائي فرناندو بري، وفرناندو سولاناس، وليوناردو فاڤيو، والكوبيين: توماس غوتيريز ألايا، وسانتياغو ألفاريز، والتشيليين: راؤول رويز، والمخرج ميغيل ليتين، ولاوتارو موروا. كل هؤلاء اجتمعوا في حركة السينما الجديدة.
و في السبعينيات، عانت الكثير من دول أمريكا اللاتينية من فرض الرقابة، والانقلابات العسكرية، والديكتاتوريات العسكرية الدموية التي أوقفت الإنتاج السينمائي، وأدوا إلى نفي المئات من الفنانين، وكانت الحالة الأكثر قصوى موجودة في تشيلي وذلك خلال ديكتاتورية بينوشات (نظام عسكري)(1973-1989) تقريباً لم يكن هناك إنتاج سينمائي، بينما السينمائيون التشيليون في المنفى أنتجوا نحو 178فيلماً، على سبيل المثال أخرج السينمائي ميغيل لاتين في عقد الثمانينات فيلمين في نيكاراغوا عندما كانت هذه البلد تحت حكم الجبهة الساندينية للتحرير الوطني (1979_1990). كان الفيلم الأول للاتين في نيكاراغوا هو ألسينو والكوندر والذي لعب بطولته الممثل الأمريكي اللاتيني دين ستوكل، ورُشح الفيلم لجوائز الأوسكار عام 1983. وكان فيلمه الثاني في نيكاراغوا هوالملحمة التاريخية «ساندينو» عام 1989.
وأيضاً على الجانب الآخر، في عقد السبعينيات وصل إلى هوليوود جيل من الشباب السينمائيين والمنفذين، والذين نجد بينهم ستيفن سبيلبرغ، وجورج لوكاس الذين أطلوا بأفلامهم -ذوالميزانية الضخمة والمؤثرات المبهرة والترفيهية - إلى العام ة، والذين وجدوا في تلك الأفلام الخيالية مخرجاً إلى الضغوط الفعلية.
تختلف سينما أمريكا اللاتينية الجديدة عن السينما «المحلية» (1930_1960) بإتجاهها نحو سينما المؤلف، وإنها تبتعد عن الآليات التجارية المتعلقة بأنظمة فاراندولو (فرق تمثيلية متجولة).
ترأست كلاً من البرازيل والمكسيك الإنتاج السينمائي مع دخول صناعة السينما إلى كوبا، وكولومبيا، وتشيلي، والأرجنتين، وبوليفيا، وبيرو، وأوروغواي، وفنزويلا.
طبقاً لتقرير المعلق السينمائي أندريس برميا، في عام 2008 في مدينة مونتيري، بدأت المكسيك مهرجان ترنيوم لسينما أمريكا اللاتينية كمدخل لرؤية من هو أفضل إنتاج سينمائي لأمريكا اللاتينية. وفي جولته الرابعة عام2011 اُعتبر إنه واحد من أهم المهرجانات من حيث التنظيم، والبرنامج المُعد للمهرجان، وحضور العامة.

## التقنيات الجديدة
بدأت التقنيات الجديدة في تغير كل شئ متعلق بالوسائل السمعية البصرية، وبالإضافة إلى تأثيرها على السينما التقليدية. كما إنها أثرت في الاقتصاد، والصناعة، والتجارة السينمائية، وأحدثت تقدماً في النظريات والبدايات التي كانت تبدو غير قابلة للتحقيق في البداية. حالياً، في كل بلدان أمريكا اللاتينية السينما والبرامج التليفزيونية نابعة من تأثرها بالولايات المتحدة. على الرغم أن الأهمية الأساسية لوسائل الأعلام تكمن بالضرورة فيما تنقله مباشرة (سواء على الجانب الإيديولوچي، أوالثقافي)، فلا ينبغي التقليل من شأن قاعدتها التكنولوچية (من الناحية التجارية أوالصناعية)، وآثار ما تنقله.

## جوائز ومهرجانات السينما الأمريكية اللاتينية
الجوائز والمهرجانات التي حققتها سينما أمريكا اللاتينية كالتالي:

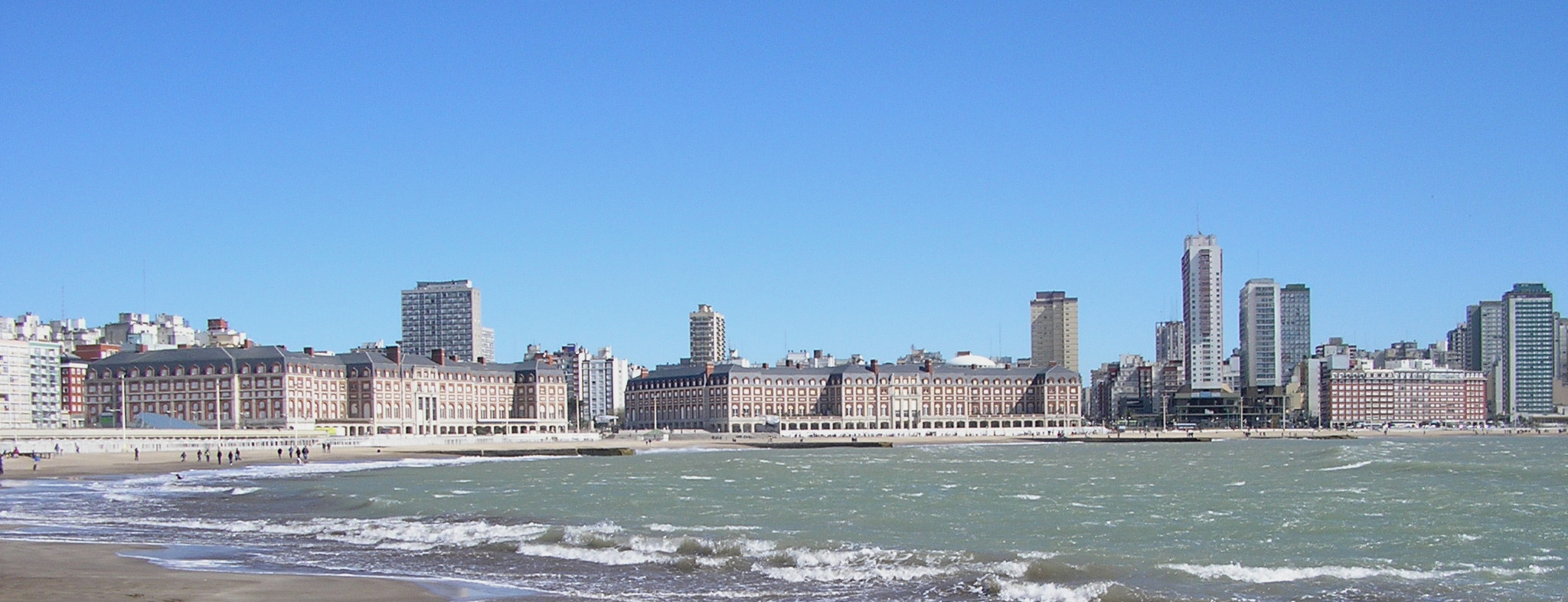
ماريه ديل بلاتا، المدينة الأرچنتينية التي ينعقد فيها المهرجان

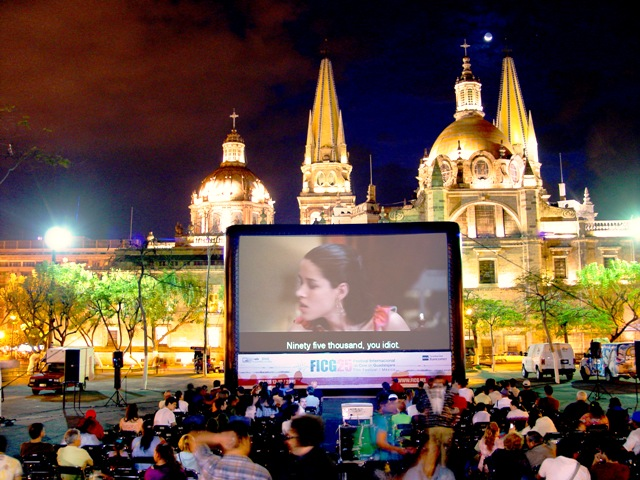
مهرجان غوادالاخارا السينمائي

| المكان               | المهرجان |
| -------------------- | --- |
| الأرجنتين            | جوائز كوندور دي بلاتا، مهرجان ماريه ديل بلاتا السينمائي الدولي، مهرجان بوينس آيرس الدولي للسينما المستقلة، المهرجان السينمائي أونسيبار دا ڤيلا جيزيل، مهرجان بوينس آيرس روخو سانجرا، مهرجان فسالب-السينما الأمريكية في لابلاتا ، فيسليبا-مهرجان السينما الأمريكية اللاتينية في باهيا بلانكا |
| بوليفيا              | مهرجان فيناڤيد السينمائي الدولي في سانتا كروز دي لا سييرا، مهرجان الإيبروأمريكي السينمائي في سانتا كروز دي لا سييرا، والمهرجان السينمائي الدولي لحقوق الإنسان في سوكري. |
| البرازيل             | مهرجان ريو دي جانيروالسينمائي الدولي، مهرجان جرامادوالسينمائي، مهرجان ساوباولوالسينمائي الدولي. |
| تشيلي                | مهرجان فالديفيا السينمائي الدولي، مهرجان فالبارايسوالسينمائي الدولي، مهرجان فينا ديل مار السينمائي الدولي. |
| كوبا                 | مهرجان هافانا الدولي للسينما الأمريكية اللاتينية الجديدة. |
| إسبانيا (كتالونيا)   | مهرجان لاريدا للسينما الأمريكية اللاتينية. |
| الولايات المتحدة     | 100%فنزويلا. |
| فرنسا                | مهرجان تولوسا للسينما الأمريكية اللاتينية |
| كولومبيا             | : مهرجان كارتاخينا السينمائي الدولي، مهرجان بيجوتا السينمائي الدولي، مهرجان بارانكيا السينمائي الدولي، مهرجان سينكوسا السينمائي في نيڤا، مهرجان سانتا دا فا السينمائي لأنتيوكيا. |
| جمهورية الدومينيكان. | : مهرجان الدومينيكان العالمي للسينما |
| فنزويلا              | مهرجان السينما الأمريكية اللاتينية ومارغرينا الكاريبي |
| إكوادور              | مهرجان كوينكا السينمائي. |
| بيرو                 | مهرجان ليما السينمائي |
| هولندا               | مهرجان أوترتشت للسينما الأمريكية اللاتينية |
| غواتيمالا            | مهرجان إيكارو |
| المكسيك              | المهرجان الدولي للسينما المعاصرة، مهرجان غوادالاخارا السينمائي الدولي، مهرجان موريلا السينمائي الدولي، مهرجان تريوم للسينما الأمريكية اللاتينية في مونتيري. |

## جوائز الأوسكار
عن الإنتاج السينمائي لأمريكا اللاتينية، فازت المكسيك بجائزتي من جوائز الأوسكار هما: جائزة الأوسكار لأفضل فيلم حي قصير، وجائزة الأوسكار لأفضل فيلم وثائقي عن فيلم حراس الصمت [الإنجليزية] (1972). وأيضاً حصلت الأرچنتين على جائزتي من جوائز الأوسكار وهما: جائزة الأوسكار لأفضل فيلم بلغة أجنبية عن الفيلم السينمائي التاريخ الرسمي (فيلم) (1986)، والفيلم السينمائي السر في عيونهم (2010). كما فازت تشيلي بجائزة الأوسكار لأفضل فيلم رسوم متحركة قصير عن فيلم «قصة الدب».